# Poručnik bojnog broda
Poručnik bojnog broda je niži časnički mornarički vojni čin u Hrvatskoj ratnoj mornarici. Nadređen je činu poručnika fregate a podređen kapetanu korvete. U Hrvatskoj vojsci odgovara mu čin satnika.